# Eddy Joosen
Pour les articles homonymes, voir Joosen.
Eddy Joosen, né le 23 avril 1947 à Schoten (province d'Anvers), est un pilote automobile belge de compétition sur circuit pour voitures de sport catégorie Tourisme, durant les années 1970 et 1980.

## Biographie
Sa carrière au volant s'étale entre 1971 (débuts aux 24 Heures de Spa en 1973, 19 participations jusqu'en 1991, 2 victoires pour 8 podiums), jusqu'en 1992.
Il dispute de nombreuses courses pour Renstal Excelsior et le Luigi Team italien durant les années 1970, 80 et 90, à la fin desquelles il devient pilote officiel BMW en Italie. Peu avant le milieu des années 1980, il le sera désormais pour le groupe Austin-Rover, avant de rejoindre le Bastos Castrol Team (encore 2e du GP du Nürburgring en 1985, 3e des 500 kilomètres de Monza et de Salzbourg la même année, et 2e à Monza l'année suivante). 
Il participe aux 24 Heures du Mans 1977 avec Tom Walkinshaw et son compatriote Claude de Wael sur une BMW 3.0 CSL du Luigi Racing, aux 24 Heures de Daytona et aux 12 Heures de Sebring 1981 avec Marion Speer et Dirk Vermeersch, terminant 8e sur une Mazda RX-7.
Après avoir arrêté la compétition, il reste concessionnaire Mercedes en Belgique[réf. nécessaire].
Il est examinateur pour l'octroi de licences circuit pour le RACB[réf. nécessaire].

## Palmarès
- 24 Heures de Spa 1977 avec le Français Jean-Claude Andruet, sur BMW 530i, et en 1982 avec les Allemands Hans Heyer et Armin Hahne,  1er  sur BMW  (à Spa-Francorchamps)[1]
- 4 Heures de Jarama 1977 et 1979, avec Umberto Grano sur BMW 3.0 CSL; 1er
- RAC Tourist Trophy 1978 avec son compatriote Raijmond van Hove, sur BMW 3.0 CSL (à Silverstone); 1er
- ETCC Zolder 1978, avec Raijmond van Hove sur BMW 3.0 CSL; 2ieme
- 500 kilomètres de Vallelunga 1979, avec Grano et Bruno Giacomelli sur BMW 3.0 CSL 1er
- ETCC Mugello 1979, avec  Grano et Giacomelli sur  BMW 3.0 CSL; 1er
  - 2e des 24 Heures de Spa 1980, avec Pierre Dieudonné et Dirk Vermeersch sur BMW 530i US;
  - 2e des 24 Heures de Spa 1981, avec Jean-Claude Andruet et Dick Vermeersch sur BMW 530i US;
  - 3e des 24 Heures de Spa 1989 avec Frank Biela et Thomas Lindström, sur Ford Sierra RS 500;
  - 3e des 24 Heures de Spa 1992 avec le français Bernard Béguin et Armin Hahne, sur BMW M3;
- 5e du Championnat de Belgique des voitures de tourisme en 1981 (sur BMW)[2];
- 2e du Championnat d'Europe FIA des voitures de tourisme en 1979 (sur BMW , 6e en 1977, 1978  ).